# ميلان بيريتش
ميلان بيريتش (بالصربية: Милан Перић)‏ (16 أبريل 1986 في صربيا - ) هو لاعب كرة قدم صربي في مركز الهجوم. شارك مع منتخب صربيا تحت 21 سنة لكرة القدم. أما مع النوادي، فقد لعب مع ملادوست لوتشاني ونادي بارتيزان ونادي تافريا سيمفروبول ونادي فيرينتسفاروشي ونادي مول فيدي ونادي ياغودينا وهايدوك كولا وNK Nafta Lendava ‏ وKaposvári Rákóczi FC ‏ ونادي ميتالاك ونادي بيتش ‏.

## وصلات خارجية
- ميلان بيريتش على موقع اتحاد أوكرانيا (الإنجليزية)
- ميلان بيريتش على موقع قاعدة بيانات كرة القدم.إي يو (الإنجليزية)
- ميلان بيريتش على موقع Soccerway.com (الإنجليزية)